# 2 Mini ~Ikiru to Iu Chikara~
Albums de Cute
Cutie Queen Vol.1
(25 octobre 2006) 3rd ~Love Escalation!~
(12 mars 2008)
2 Mini ~Ikiru to Iu Chikara~ (②mini〜生きるという力〜) est un mini-album du groupe de J-pop Cute sorti en 2007 ; il est officiellement présenté comme son deuxième album original, et non comme un album spécial comme il est d'usage pour ce type de disque.

## Présentation
L'album, écrit et produit par Tsunku, sort le 18 avril 2007 au Japon sur le label zetima. Il atteint la 21e place du classement Oricon, et reste classé pendant 2 semaines, se vendant à 9 388 exemplaires durant cette période. Il sort aussi en édition limitée au format CD+DVD avec une pochette différente et un DVD en supplément.
L'album ne contient que cinq titres, dont aucun n'est sorti en single. Quatre d'entre eux ne sont interprétés que par quelques membres ou en solo. C'est le premier album du groupe avec sa formation à sept membres, sorti après le départ de Megumi Murakami l'année précédente.

## Membres
- Maimi Yajima
- Erika Umeda
- Saki Nakajima
- Airi Suzuki
- Chisato Okai
- Mai Hagiwara
- Kanna Arihara

## Titres
CD
1. That's the Power
2. Bokura no Kagayaki (僕らの輝き?)  (chanté par Erika Umeda, Chisato Okai et Kanna Arihara)
3. Disco Queen (ディスコ　クイーン?)  (chanté par Saki Nakajima et Mai Hagiwara)
4. Tsūgaku Vector (通学ベクトル?)  (chanté par Airi Suzuki)
5. Natsu Doki Lipstick (夏Doki リップスティック?)  (chanté par Maimi Yajima)

DVD de l'édition limitée
1. JUMP (Close-up Live Ver. at Nippon Seinenkan) (du "°C-ute Debut Tandoku Concert 2007 Haru ~Hajimatta yo! Cutie Show~")
2. Jacket (...) Making (ジャケット撮影メイキング?)